# Sophora leachiana
Sophora leachiana är en ärtväxtart som beskrevs av Morton Eaton Peck. Sophora leachiana ingår i släktet soforor, och familjen ärtväxter. Inga underarter finns listade i Catalogue of Life.